# 長井市営バス
長井市営バス（ながいしえいバス）は、山形県長井市にて運行している自治体バスである。

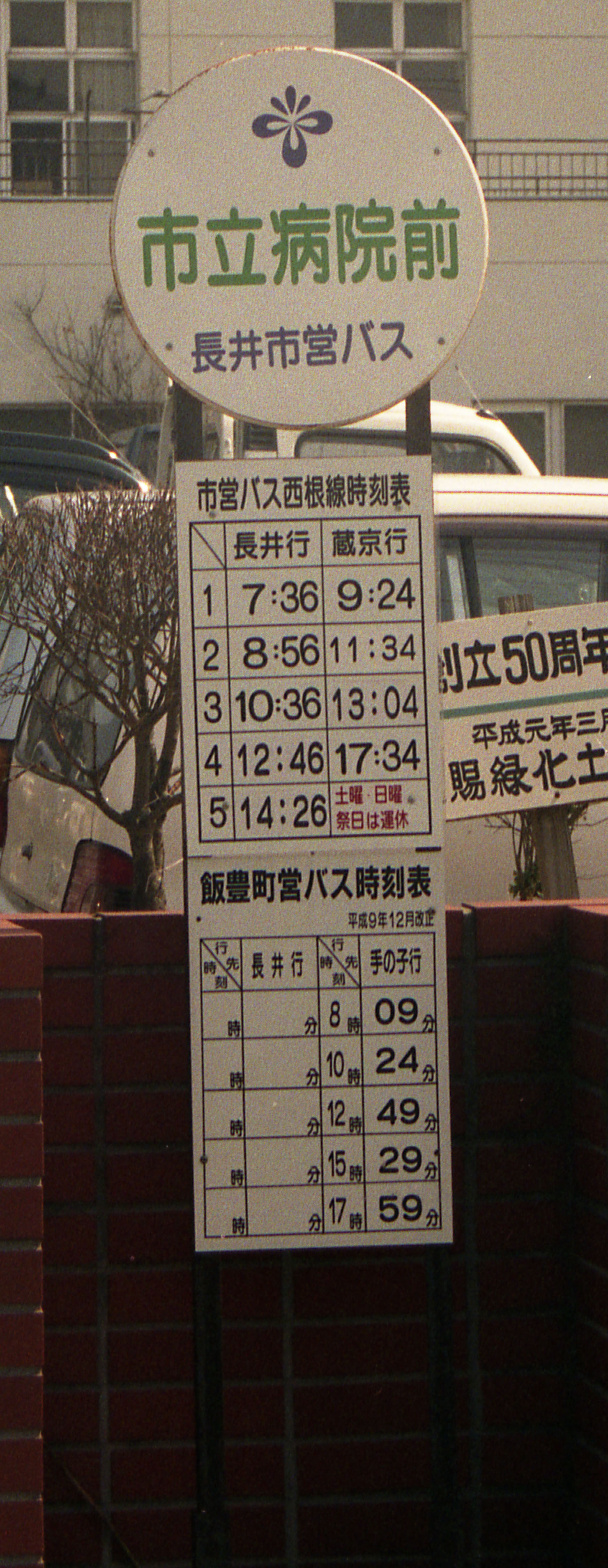
1998年当時のバス停
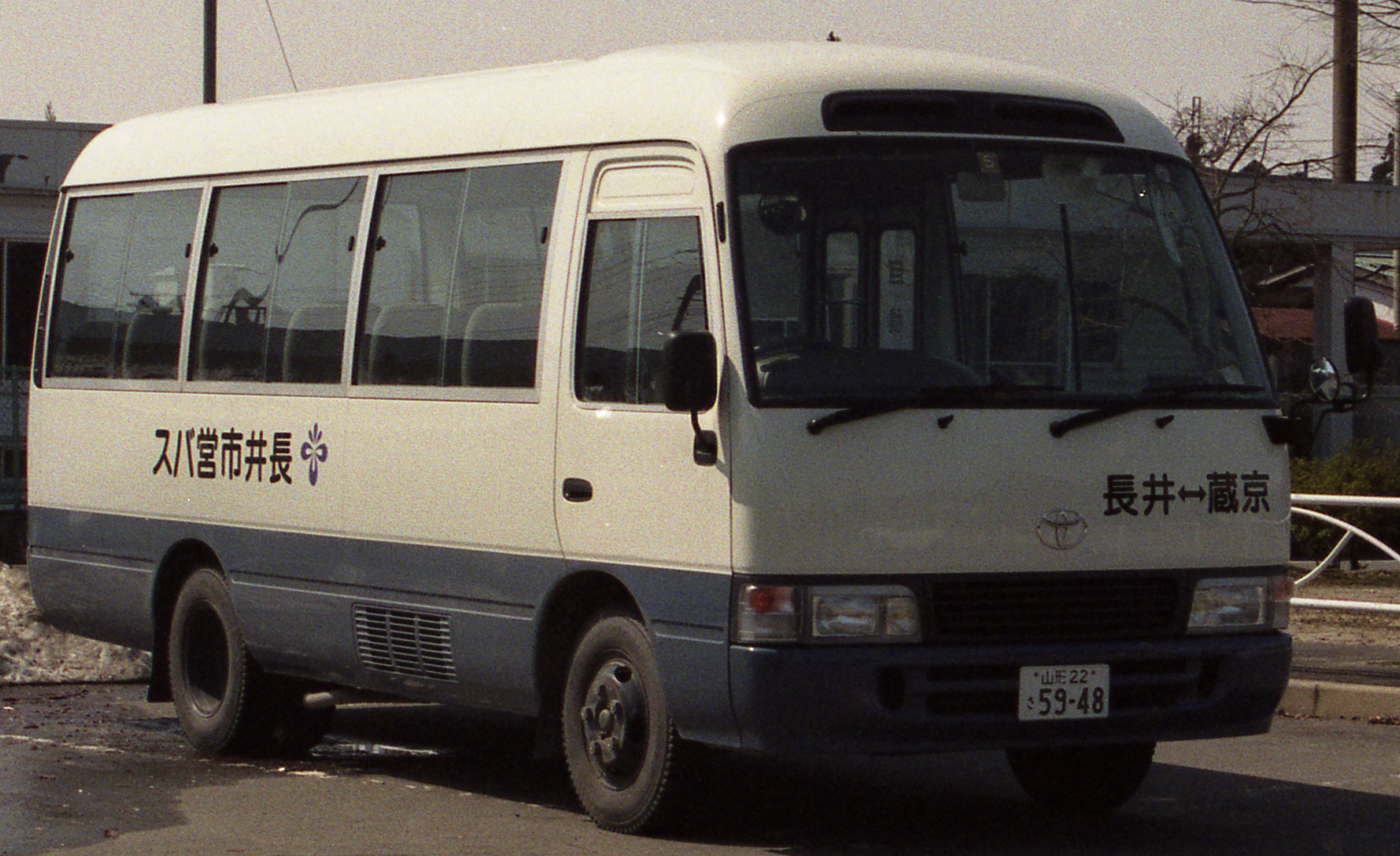
1998年当時の車両

## 沿革
- 1995年12月 - 山交バス長井 - 鮎貝 - 荒砥線廃止。
- 1996年3月25日？ - 長井・蔵京線運行開始。当時の運行区間は市民会館前～蔵京。
- 2000年11月1日 - 長井・蔵京線を公立置賜総合病院前まで延長。公立置賜総合病院前～今泉駅間にシャトルバス（今泉駅・公立置賜総合病院線）新設。
- 2003年10月？ - 致芳・平野・公立置賜総合病院線運行開始。
- 2014年7月22日 - 市内の全ての地区（1954年に合併で長井市が成立する以前の各町村）に市営バスが運行されるように、路線が大幅に増やされた。
- 2015年7月27日 - 全ての路線が公立置賜総合病院発着に変更され、中心市街地の運行ルートが路線により固定された。

## 概要
- 料金は郊外は区間制で中心市街地の中央地区内は100円の均一運賃となっている。小学生は半額、身体障害者手帳、療育手帳又は精神障害者保健福祉手帳の交付を受けている人・未就学児は無料。定期券・回数券もある。
- 運行形態は、自家用自動車（白ナンバー車）による有償運送である。

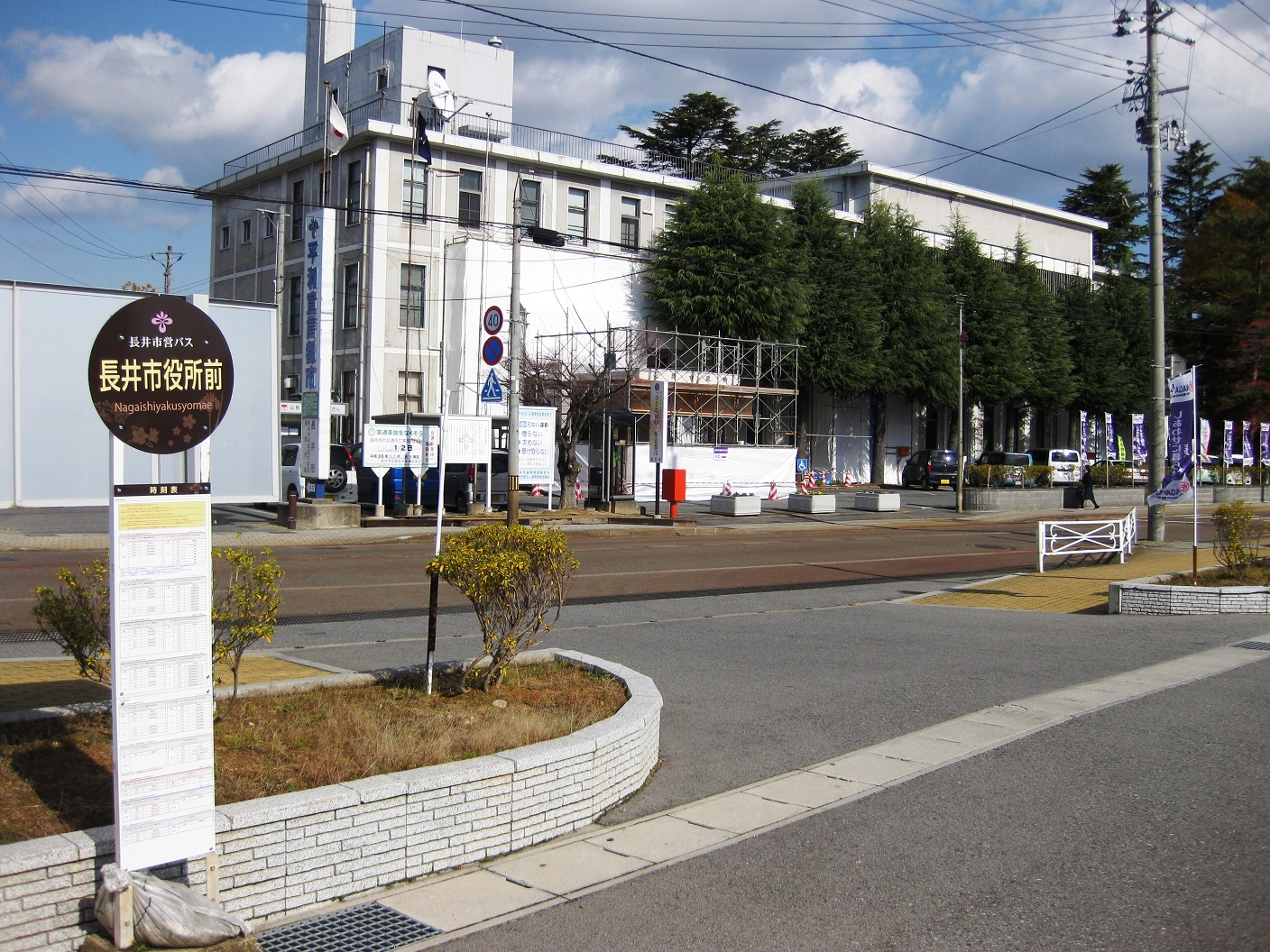
長井市役所前停留所と長井市役所
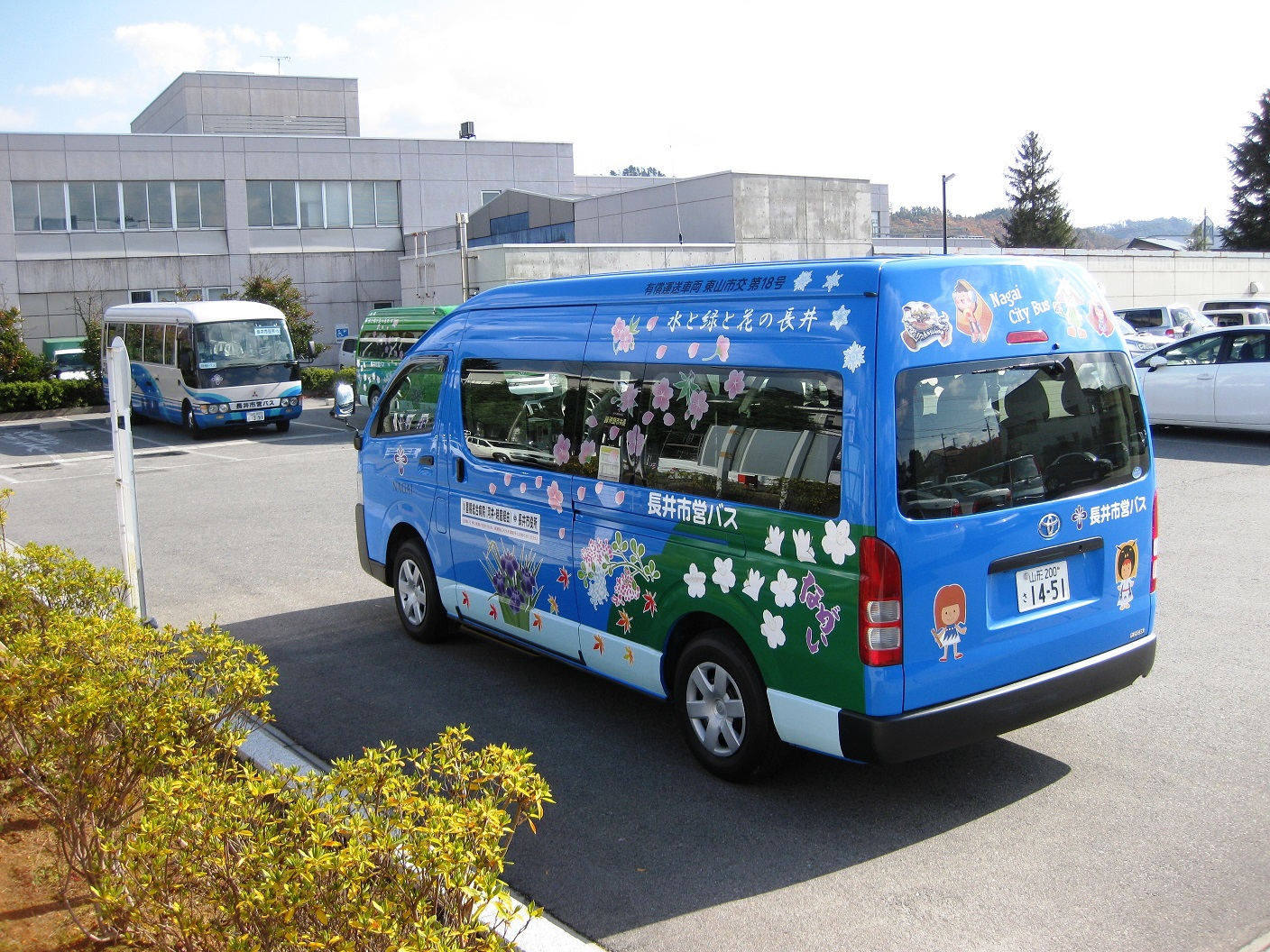
市役所前停留所で発車待ち中の豊田地区方面バス
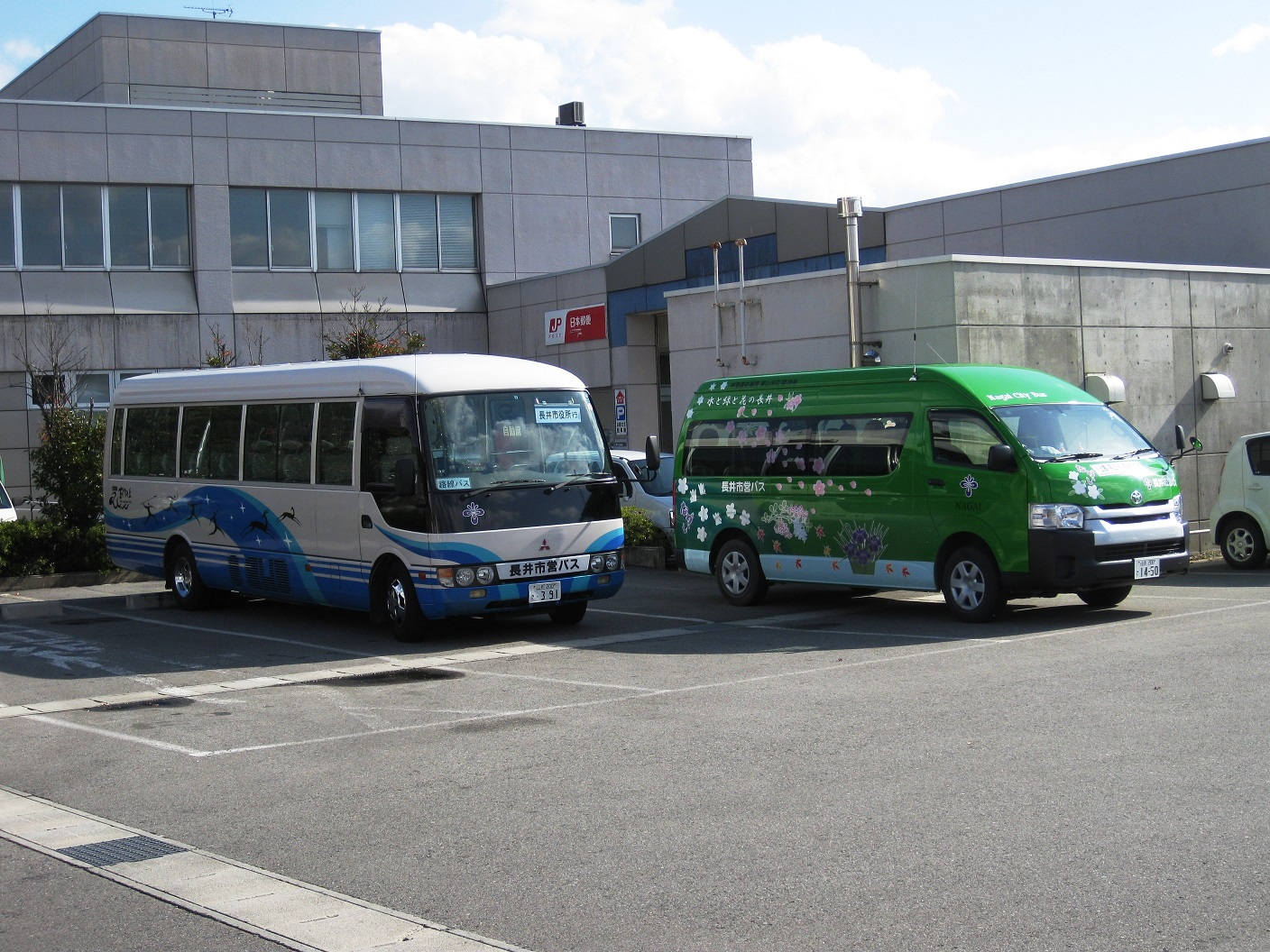
市役所前の市駐車場で待機中の西根・平野地区方面バス
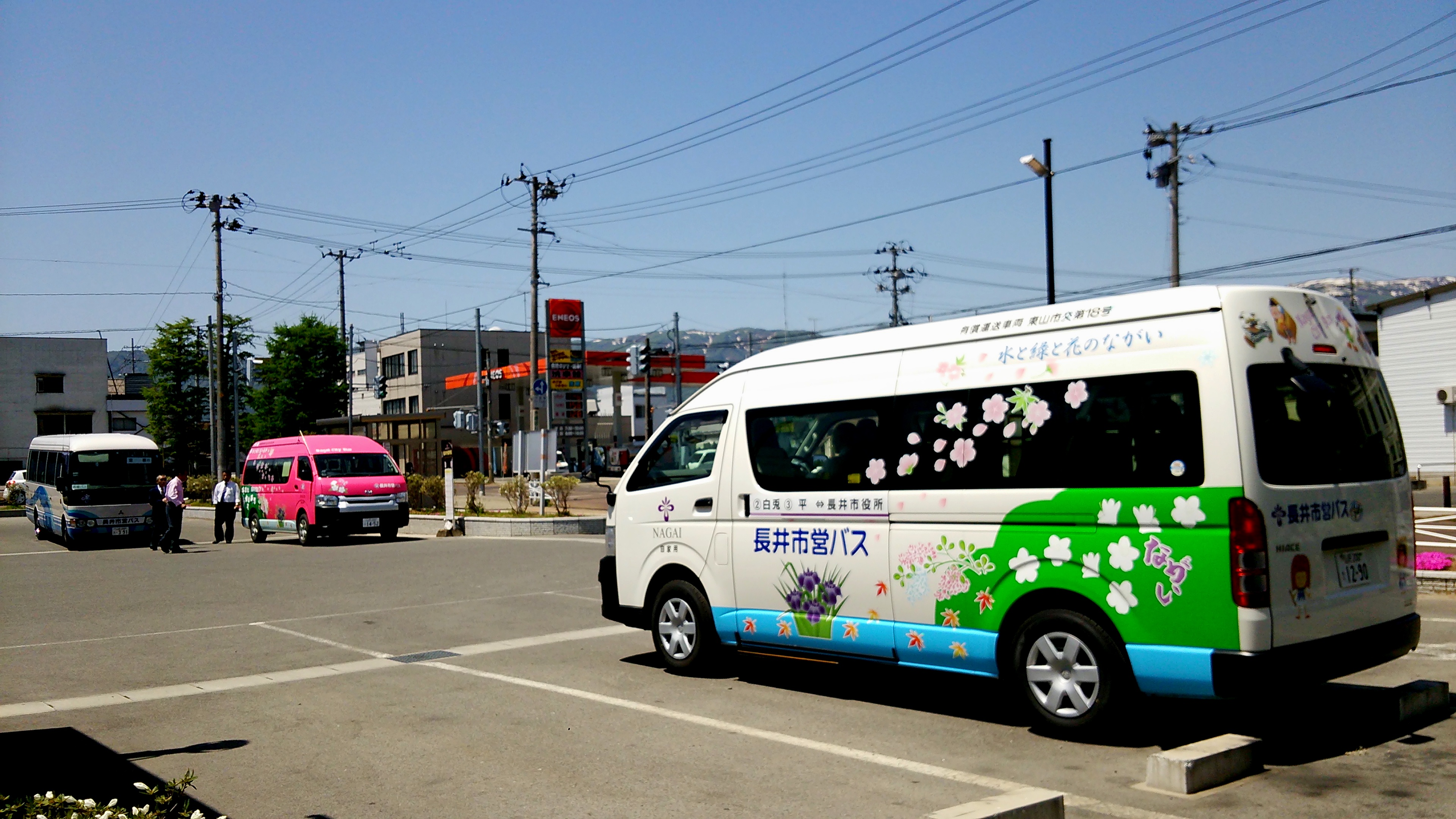
長井市営バス 右から致芳・伊佐沢・西根線
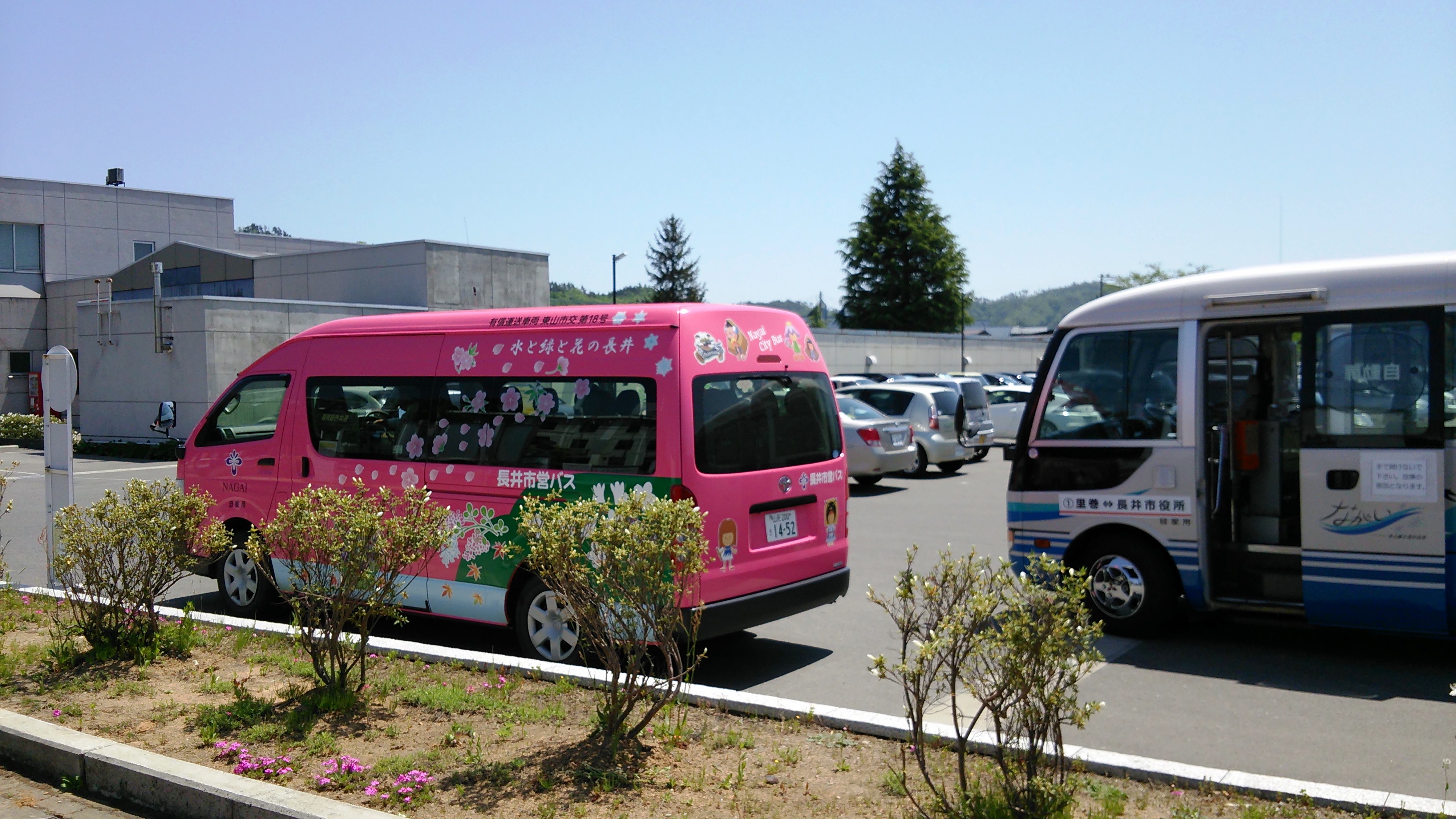
長井市営バス 伊佐沢線と西根線
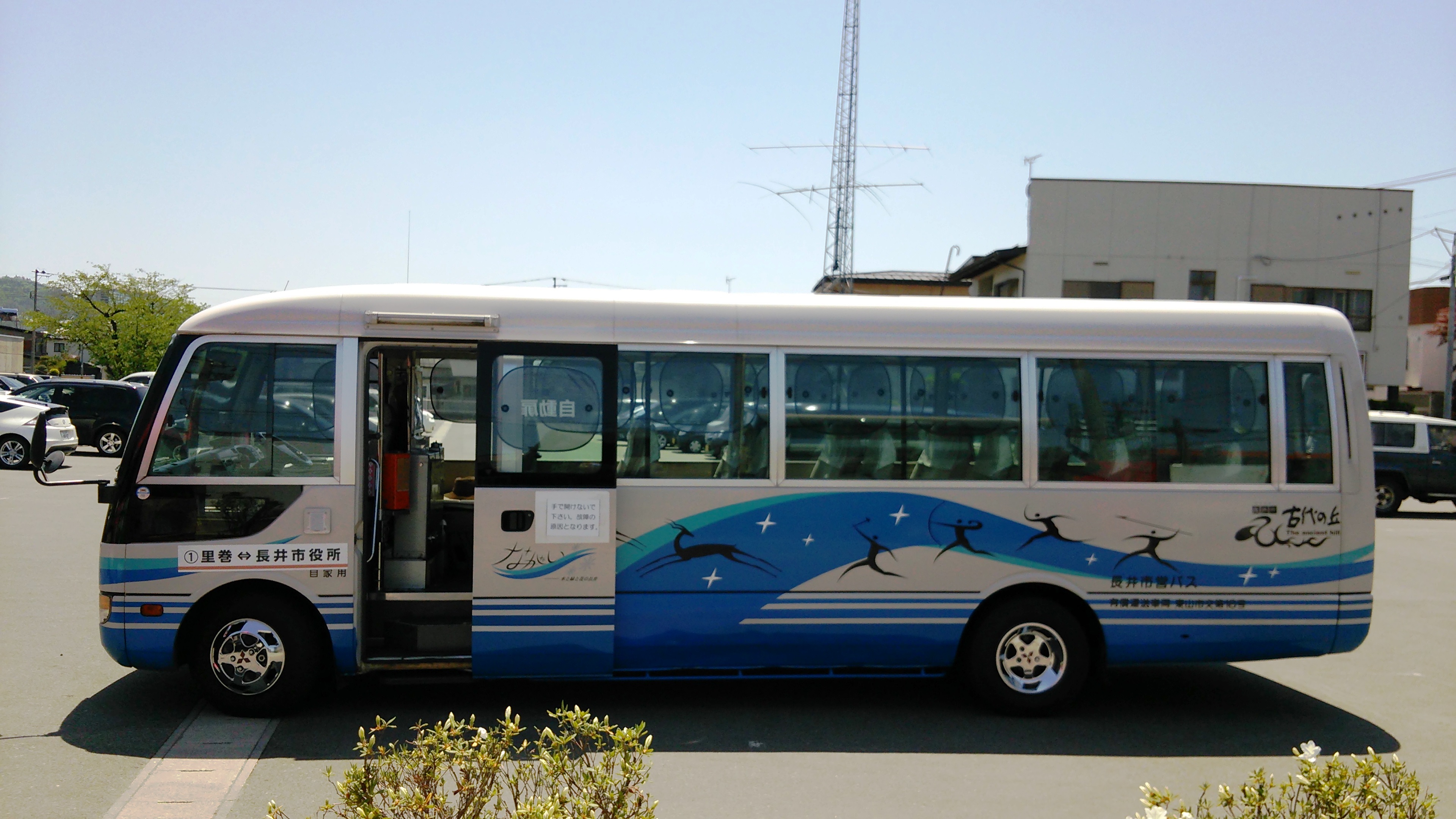
長井市営バス 西根線バス
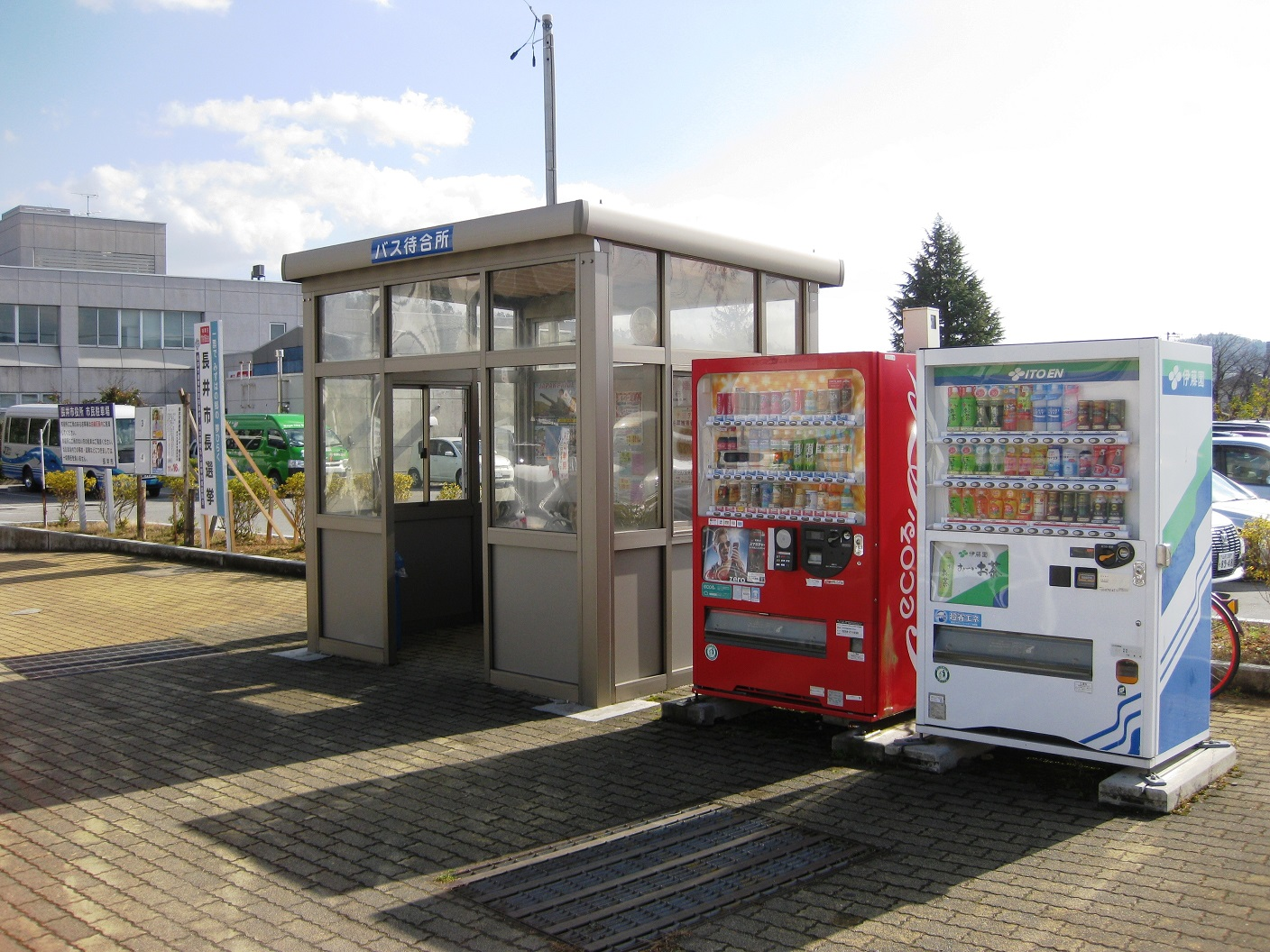
長井市役所前停留所待合室
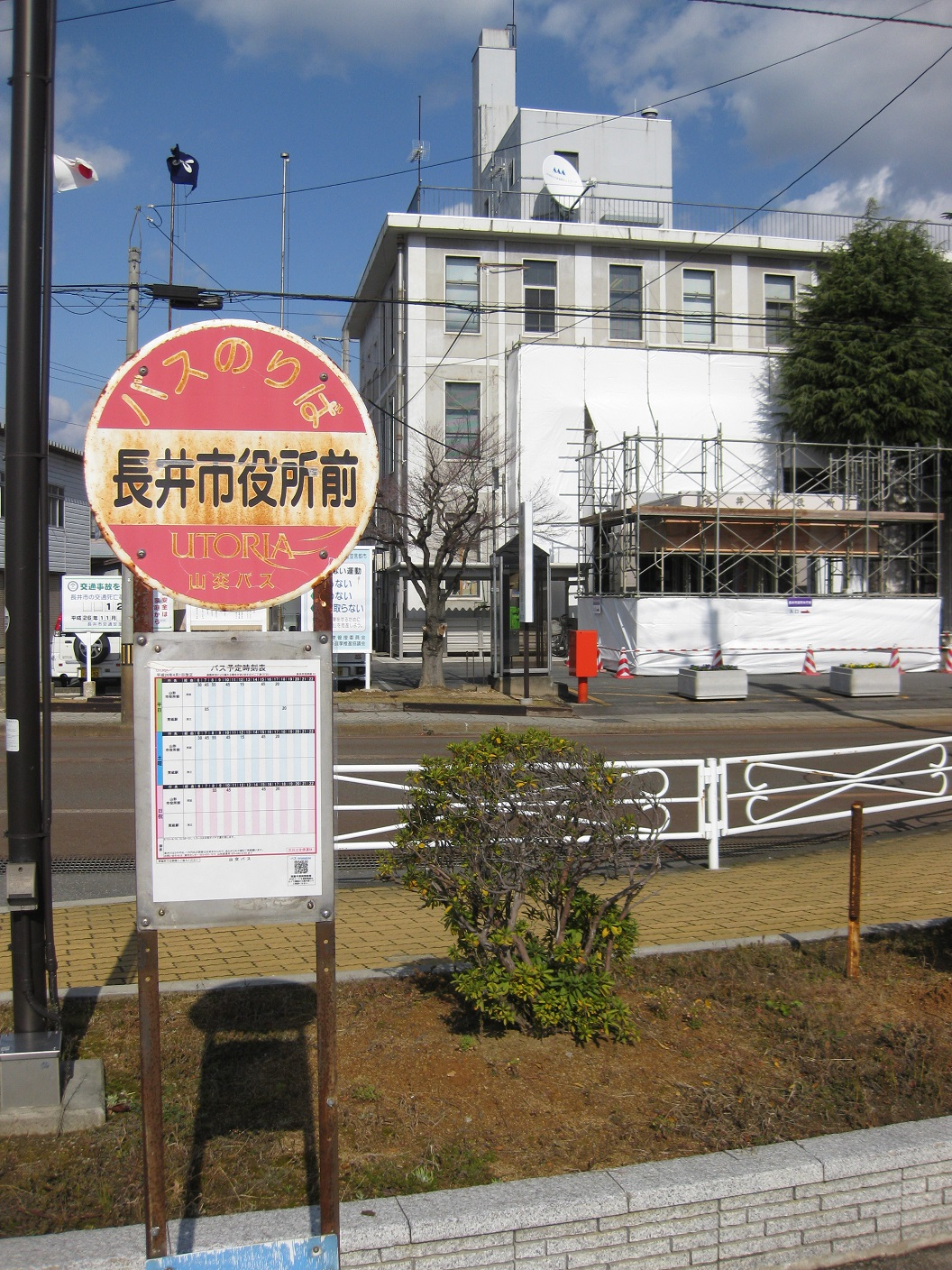
山交バス路線の始発・終着である長井市役所前停留所と長井市役所
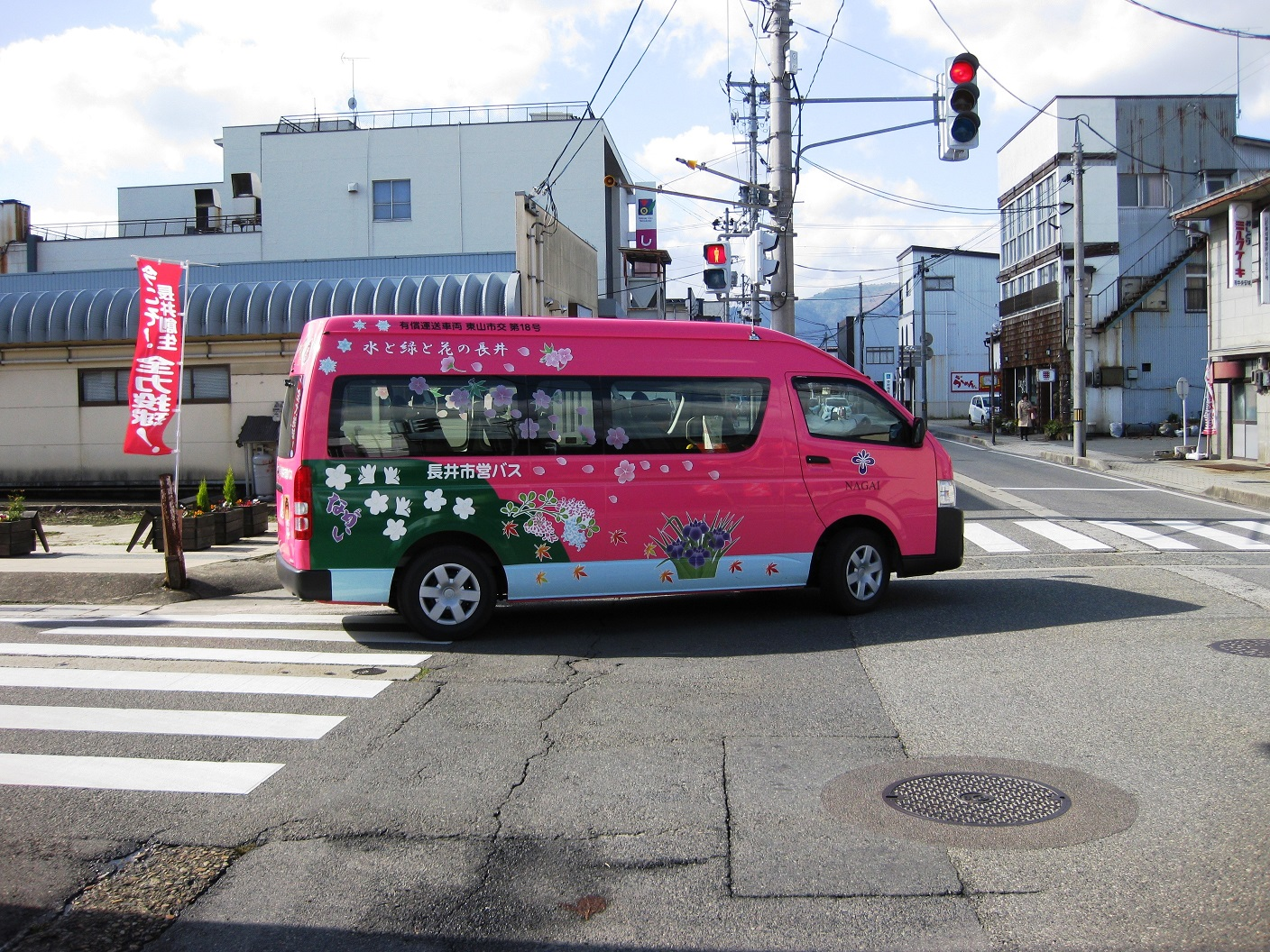
中央地区を行く市営バス
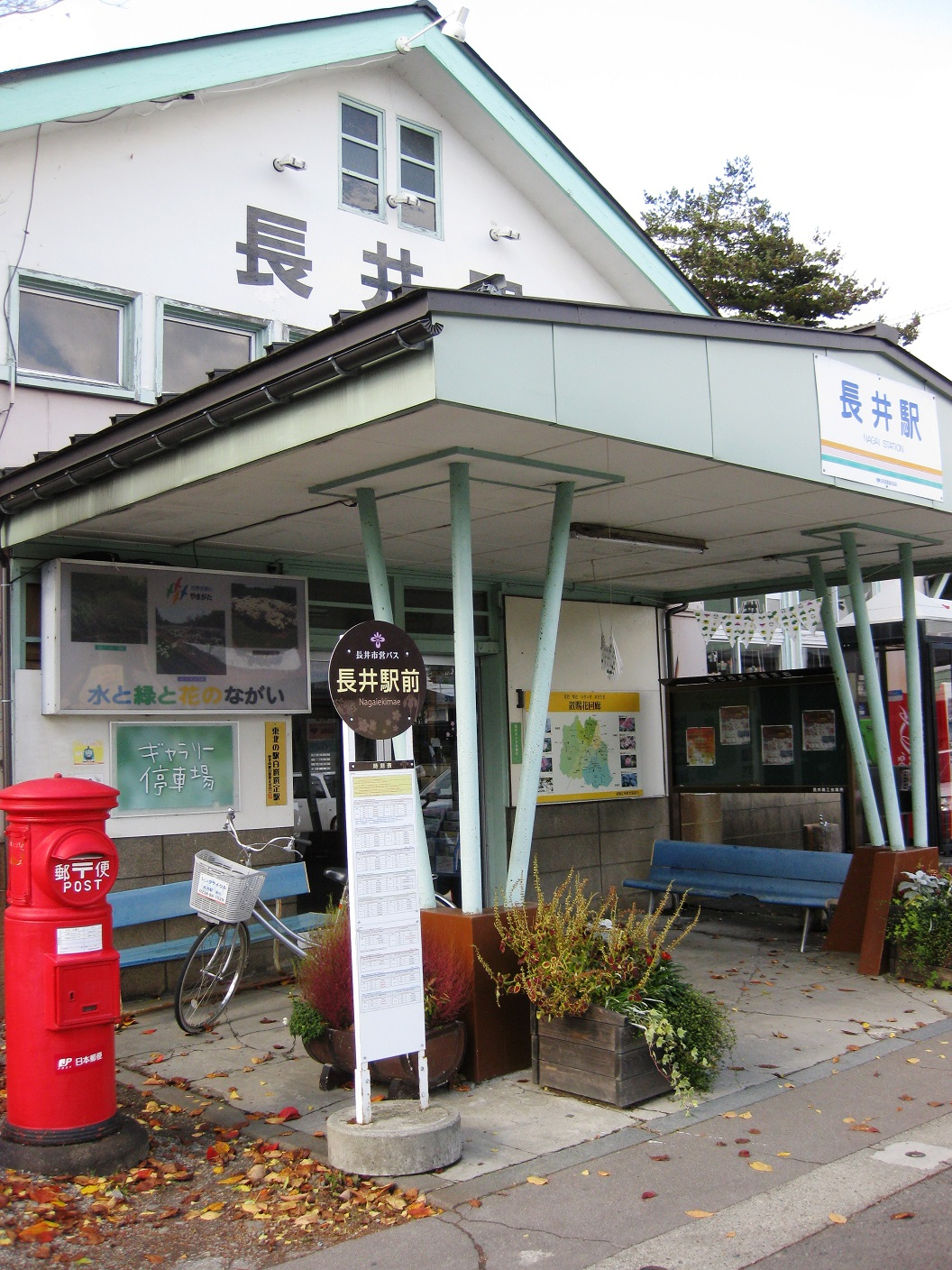
中央地区内の主要停留所のひとつ、長井駅前

## 路線
以下8路線がある。　※2015年8月1日現在
- いずれの路線も郊外から中心市街地（中央地区）を経由し、公立置賜総合病院との間を運行している。（伊佐沢線のみ一部の便が下伊佐沢停留所始終着。）2015年7月の変更以前は長井市役所前停留所（県道を挟んで市役所向かいの市営駐車場（ダイエー長井店跡地）にあり、山交バスの長井市役所～山形市役所線の始発停留所もそこにある。）をターミナルとし、そこから中央循環区間を経由して各地区、および置賜総合病院を結んでいた。変更により置賜総合病院へは循環区間内での乗り換えが無くなり、中央地区内は分かりにくいと言われた中央循環区間が廃止され路線ごとに複数のルートが設定された。中央地区には長井市役所前や長井駅前など全便が必ず停車する停留所が複数設けられ、その停留所間の移動や置賜総合病院への利便性を確保している。また、市街を出るとフリー乗降区間となりバス停以外でも乗降できる。
- 土・日曜日・祝日と、お盆および年末年始は運休。

 ①西根バス「勧進代（白兎）・置賜総合病院線」 
- 白兎中スクールバスのりば～勧進代中部公民館前～西根農協前～五祭所～中央地区～福田橋～時庭口～豊田小学校前～置賜総合病院前：４往復
  - 山交バスの路線廃止に伴い運行を開始した、廃止代替バスである。

②致芳バス「白兎（里巻）・置賜総合病院線」
- 里巻～袋地蔵前～致芳小学校前～羽前成田郵便局前～中央地区～長井南中学校前～豊田地区公民館前～豊田小学校前～今泉駅前～置賜総合病院前：月・水・金曜日 ４往復

③致芳バス「平・置賜総合病院線」
- 平～西舘～致芳小学校前～あかしあ橋～中央地区～長井南中学校前～豊田地区公民館前～豊田小学校前～今泉駅前～置賜総合病院前：火・木曜日 ４往復

④平野バス「上郷・平山・置賜総合病院線」
- 上郷地区構造改善センター前～五祭所南～野川まなび館前～子坂公民館前～中央地区～福田橋～時庭口～豊田小学校前～今泉駅前～置賜総合病院前：月・水・金曜日 ４往復

⑤平野バス「九野本・置賜総合病院線」
- 平野小学校前～平野郵便局前～生涯学習プラザ西～川窪～中央地区～福田橋～時庭口～豊田小学校前～今泉駅前～置賜総合病院前：火・木曜日 ４往復

 ⑥伊佐沢バス「置賜総合病院・伊佐沢・中央線」
- 長井市役所前～中央地区～伊佐沢郵便局東～山の神～芦沢～下伊佐沢～置賜総合病院前：５往復（うち２往復は長井市役所前～下伊佐沢間の運転）

 ⑦豊田バス「公立置賜総合病院・河井・時庭・中央線」
- 東町～長井市役所前～中央地区～長井南中学校前～時庭駅東口～水口公民館前～豊田地区公民館前～河井～県立やまなみ学園口～置賜総合病院前：月・水・金曜日 ４便・逆方向５便

 ⑧豊田バス「置賜総合病院・歌丸・中央線」
- 東町～長井市役所前～中央地区～福田橋～時庭口～豊田小学校前～歌丸（田中、本郷、窪）～親道～今泉駅前～置賜総合病院前：火・木曜日 ４便・逆方向５便